# منوچهر مزینی
منوچهر مزینی (۱۳۱۳ در ساری – ۱۳۸۱) از پژوهشگران ایرانی معماری و شهرسازی بود. همسر او، ناهید سالیانی، مجسمه‌ساز و استاد دانشگاه هنرهای زیبا بود.

## تحصیلات و پیشینه کاری
منوچهر مزنی در سال ۱۳۱۳ در شهر ساری در استان مازندران متولد شد. مزینی تحصیلات مهندسی معماری را در دانشگاه تهران به پایان رساند و سپس مدرک کارشناسی ارشد خود را در رشته برنامه‌ریزی شهری از موسسه فنی ایلینوی (آی آی تی) در شیکاگو (۱۹۶۶) دریافت نمود. موضوع پروژه کارشناسی ارشد او با عنوان پیشنهادی برای تقسیم اراضی روستایی در آذربایجان تحت هدایت لودویگ هیلبرزایمر تکمیل گردید. او سپس دکترای شهرسازی خود را از دانشگاه فنی مونیخ دریافت نمود. منوچهر مزینی در طی حرفه آکادمیک خود به تدریس در دانشگاه ملی ایران (شهید بهشتی)، دانشگاه تهران، دانشگاه بوستن، دانشگاه ملک عبدالعزیز جده، دانشگاه آزاد اسلامی و دانشگاه سهند تبریز پرداخت.
از وی مقالات و کتب متعددی به صورت تألیف و ترجمه در زمینه معماری و شهرسازی بر جا مانده‌است از جمله: از زمان و معماری، مقالاتی در باب شهر و شهرسازی، واسازی، و فضا زمان معماری. از مهمترین آثار ترجمه او می‌توان به کتاب فضا، زمان و معماری نوشته زیگفرید گیدیون اشاره کرد.

## دوسالانه کتاب معماری و شهرسازی (جایزه منوچهر مزینی)
این جایزه هر دو سال یک بار و با حمایت چند بنیاد خصوصی، طی مراسمی به معرفی و اهدا جایزه به مهمترین و اثرگذارتین کتب تألیف و ترجمه شده در حوزه معماری و شهرسازی طی دو سال گذشته می‌کند. این جایزه به دوسالانه کتاب معماری و شهرسازی هم شهرت دارد.
الگو:برخی آثار تالیفی این معمار عبارتند از:
- مقالاتی در باب شهر و شهرسازی 
- دانشگاه تهران، از زمان و معماری 
- مرکز مطالعات و تحقیقات شهرسازی و معماری ایران، مدیریت شهری و روستایی در ایران 
- سازمان زمین و مسکن، ساختار مدیریت شهری در ایران 
- مرکز مطالعات برنامه‌ریزی شهری وزارت کشور، شهر در ورای دو بعد 
- وزارت مسکن و شهرسازی، مطالعه تهران از نظر کالبدی 
- مرکز مطالعات برنامه‌ریزی شهری وزارت کشور، مطالعه فرا دوبعدی بزرگراه رسالت تهران 
- شهرداری منطقه 4 تهران، تاریخ و هنر معماری